# 私屋カヲル
私屋 カヲル（わたしや カヲル、女性、1972年1月3日 - ）は、日本の漫画家。東京都出身、東京都立雪谷高等学校卒業。既婚。
代表作は『少年三白眼』シリーズや『ちびとぼく』『こどものじかん』など。
ペンネームの由来は、当時大槻ケンヂのファンだったことから普通の「カオル」でなく「カヲル」という表記に、私屋については落語家の屋号に多い「〜家」に倣ってつけられた。

## 経歴
1991年、『別冊少女コミック』（小学館）に掲載された「当世幽霊気質」でデビュー。その後しばらくは小学館の少女漫画誌でギャグ漫画を執筆。1998年、活動の場を拡げるべく4コマ漫画に挑戦、力試しに竹書房に投稿する。応募作『台風一家』が同年7月の月間賞を受賞し第5回竹書房漫画新人賞にノミネート（同期に真右衛門）。その後、2000年頃から古巣の小学館から離れ、青年漫画誌や4コマ漫画誌に活動の場を移す。2007年、『こどものじかん』が自身初のアニメ化となった。

## 作品リスト

### 連載中
- 猫とごはんと装丁家（『ウィングス』不定期連載）
- 恋の管理はできません！（『コミックマージナル &h』連載中）

### 完結
- 少年三白眼シリーズ（フラワーコミックス〈小学館〉刊）計3巻
少年三白眼（1992年、ISBN 4-09-134291-4）
続・少年三白眼（1993年、ISBN 4-09-134292-2）
新・少年三白眼（1993年、ISBN 4-09-134293-0）
- 犬とお嬢様（フラワーコミックス刊）全3巻
  1. （1993年、ISBN 4-09-135541-2）
  2. （1994年、ISBN 4-09-135542-0）
  3. （1994年、ISBN 4-09-135543-9）
- おネコさまが来た（1994年、フラワーコミックス刊、ISBN 4-09-136161-7）
- 夜明けのヨワッキー（フラワーコミックス刊）全3巻
  1. （1995年、ISBN 4-09-136481-0）
  2. （1995年、ISBN 4-09-136482-9）
  3. （1996年、ISBN 4-09-136483-7）
- コットン200%（フラワーコミックス刊）全2巻
  1. （1996年、ISBN 4-09-136484-5）
  2. （1997年、ISBN 4-09-136485-3）
- おーえど娘忍者（フラワーコミックス刊）全3巻
  1. （1997年、ISBN 4-09-136486-1）
  2. （1998年、ISBN 4-09-136487-X）
  3. （1998年、ISBN 4-09-136488-8）
- ピンクの拳（1999年、フラワーコミックス刊、ISBN 4-09-134294-9）
- パパはダンディー（1999年、フラワーコミックス刊、ISBN 4-09-134295-7）
- カヲルとゆいのいっかいやらして（2001年、『コミックGOTTA』連載 GOTTAコミックス〈小学館〉刊、ISBN 4-09-158831-X）
- ちびとぼく（『まんがライフオリジナル』、『まんがくらぶ』連載 バンブーコミックス〈竹書房〉刊）全10巻
  1. （2000年、ISBN 4-8124-5431-X）
  2. （2002年、ISBN 4-8124-5683-5）
  3. （2003年、ISBN 4-8124-5836-6）
  4. （2004年、ISBN 4-8124-5993-1）
  5. （2005年、ISBN 4-8124-6220-7）
  6. （2006年、ISBN 4-8124-6428-5）
  7. （2006年、ISBN 4-8124-6488-9）
  8. （2006年、ISBN 4-8124-6533-8）
  9. （2007年、ISBN 978-4-8124-6569-1）
  10. （2007年、ISBN 978-4-8124-6597-4）

  - 愛蔵版（バンブーコミックスBBコレクション刊）既刊4巻（2013年3月現在）

  1. （2012年、ISBN 978-4-8124-8073-1）
  2. （2013年、ISBN 978-4-8124-8091-5）
  3. （2013年、ISBN 978-4-8124-8112-7）
  4. （2013年、ISBN 978-4-8124-8129-5）
- 青春ビンタ!（『ヤングキング別冊キングダム』連載、ヤングキングコミックス〈少年画報社〉刊）全6巻
  1. （2001年、ISBN 4-7859-2081-5）
  2. （2002年、ISBN 4-7859-2164-1）
  3. （2002年、ISBN 4-7859-2251-6）
  4. （2003年、ISBN 4-7859-2322-9）
  5. （2004年、ISBN 4-7859-2416-0）
  6. （2004年、ISBN 4-7859-2471-3）

  - DX版 全4巻

  1. （2007年、ISBN 978-4-7859-2850-6）
  2. （2007年、ISBN 978-4-7859-2868-1）
  3. （2007年、ISBN 978-4-7859-2879-7）
  4. （2007年、ISBN 978-4-7859-2893-3）
- さくら咲いちゃえ（2003年、ジェッツコミックス〈白泉社〉刊、ISBN 4-592-13499-0）
- だめよめにっき（『まんがタウン』連載、アクションコミックス〈双葉社〉刊）計2巻
だめよめにっき（2008年1月12日初版発売、ISBN 978-4-575-94148-7）
もっとだめよめにっき（2010年9月11日初版発売、ISBN 978-4-575-94295-8）
- めがねーちゃん（2008年、『増刊ヤングガンガン』連載 ヤングガンガンコミックス〈スクウェア・エニックス〉刊、ISBN 978-4-7575-3471-1）
- こどものじかん（『コミックハイ!』連載、アクションコミックス刊）全14巻
  1. （2005年12月12日初版発売、2006年1月12日初版発行、ISBN 4-575-83177-8）
  2. （2006年7月12日初版発売、ISBN 4-575-83261-8）
  3. （2007年2月10日初版発売、ISBN 978-4-575-83328-7）
  4. （2007年9月12日初版発売、ISBN 978-4-575-83405-5）
    - 特装版、ISBN 978-4-575-83383-6）

  5. （2008年7月11日初版発売、ISBN 978-4-575-83512-0）
  6. （2009年1月21日初版発売、ISBN 978-4-575-83571-7）
  7. （2009年7月10日初版発売、ISBN 978-4-575-83645-5）
  8. （2010年5月12日初版発売、ISBN 978-4-575-83766-7）
  9. （2011年1月21日初版発売、ISBN 978-4-575-83861-9）
  10. （2011年6月10日初版発売、ISBN 978-4-575-83914-2）
  11. （2012年1月12日初版発売、ISBN 978-4-575-84015-5）
  12. （2012年9月12日初版発売、ISBN 978-4-575-84126-8）
  13. （2013年6月12日初版発売、ISBN 978-4-575-84246-3）

こどものじかん ほうかご （2013年6月12日初版発売、ISBN 978-4-575-84247-0）
ほうかごは連載開始前の読み切り（いわゆるプロトタイプ）などを収録したもので13巻までとは内容が連続していないため14巻となっていない。
- 女王様の絵師（『コミックハイ!』・『月刊アクション』連載、アクションコミックス刊）全4巻
  1. （2015年、ISBN 978-4-575-84606-5）
  2. （2015年、ISBN 978-4-575-84711-6）
  3. （2016年、ISBN 978-4-575-84798-7）
  4. （2016年、ISBN 978-4-575-84899-1）
- 猫とごはんと装丁家（『ウィングス』連載、ウィングス・コミックス刊〈新書館〉）
  1. （2017年、ISBN 978-4-403-62234-2）
- インキュバスシリーズ（『コミックマージナル』連載、マージナルコミック〈双葉社〉刊）全2巻＋電子書籍 全2話
恋に堕ちたインキュバス（2017年、ISBN 978-4-575-38020-0）
愛が重たいインキュバス（2018年、ISBN 978-4-575-38029-3）
愛が重たいインキュバス 先に逝く君 - 同人誌の電子書籍化。
愛が重たいインキュバス ヘルベチカの記憶 - 同人誌の電子書籍化。
- 鳶に蝙蝠（2019年、『コミックマージナル』連載、マージナルコミックス刊、ISBN 978-4-575-38039-2）
- ネコはホストに抱かれたい（2019年、『コミックマージナル』連載、マージナルコミックス刊、ISBN 978-4-575-38054-5）
- モンスターの婚活屋さん（『月刊アクション』連載、全4巻）